# شاه سجونگ بزرگ
شاه سجونگ بزرگ (کره‌ای: 대왕 세종) یک مجموعه تلویزیونی کره جنوبی در سال ۲۰۰۸ است که زندگی چهارمین پادشاه چوسان، سجونگ کبیر (با بازی کیم سانگ-کیونگ) را به تصویر می‌کشد. سجونگ یکی از بزرگ‌ترین پادشاهان تاریخ کره است و هانگول، الفبای کره‌ای را اختراع کرد. این مجموعه از ۵ ژانویه تا ۷ دسامبر ۲۰۰۸، روزهای شنبه و یکشنبه ساعت ۲۱:۳۰ (کی‌اس‌تی) از کی‌بی‌اس برای ۸۶ قسمت پخش شد. قسمت‌های ۱ تا ۲۶ از کی‌بی‌اس۱ و قسمت‌های ۲۷ تا ۸۶ از کی‌بی‌اس۲ پخش شدند.